# Храм святителів Московських
Храм Святителів Московських — православний храм в місті Чистякові Донецької обл., переобладананий зі скобяного магазину в 1943. Зруйнований у 1964 та знову відновлений у 1998 р.

## Історія храму
Після зруйнування бійцями НКВС старого дерев'яного Храму у 1937 році, громада міста мала надію відновити храм. Так як стара церква не збереглася, колишній церковний староста В. Халімов, який за часів НЕПу мав скобяной магазин, що знаходиться недалеко від місця, де колись стояв храм, віддав будівлю магазину для цих цілей.
У 1953 році до влади прийшов М. Хрущов, який проводив нову, жорсткішу політику по відношенню до церкви. З цього часу для приходу почалися випробування. Вони тривали до 1964 року, коли Рада у справах Російської Православної Церкви при Раді міністрів СРСР вирішив закрити храм (рішення від 10.06.64г.), зняти з реєстрації громаду, вилучити будівлю.
І тільки в 1998 році була знову зареєстрована громада віруючих, будівля магазину була повернута громаді, і вже в 1999 було проведене перше служіння у відбудованому храмі.

## Реконструкція (2002р.)
У березні 2002 року почалася капітальна реконструкція церкви. На місці старої зруйнованої дерев'яної дзвіниці, яка знаходилась попереду храму, звели нову кам'яну. Будівлю обклали цеглою. Дах перекрили металом, замінили вікна та двері. Останньою крапкою в реконструкції стало підняття нового позолоченого купола з хрестом.

## Реконструкція (2010—2011р.р.)
У 2009 році було вирішено провести реконструцію Храму: збільшивши його площу та змінивши зовнішній вигляд.
В же в 2010 почались роботи по реконструкції. За основу був взятий проект Церкви Преображення господнього (м. Великий Устюг, Росія).